# Primstal-Radweg
Der Primstal-Radweg (auch Primstal-Radweg Dr. Hanspeter Georgi) ist ein auf Teilstrecken noch im Bau befindlicher Radwanderweg im Tal der Prims im Saarland und in Rheinland-Pfalz. Nach der Fertigstellung wird er über 54 km von Dillingen/Saar an der Primsmündung über Nalbach, Schmelz, Wadern und Nonnweiler nach Hermeskeil in Rheinland-Pfalz führen.

## Erster Bauabschnitt
Der in den Jahren 2009 und 2010 fertiggestellte erste Bauabschnitt von Hermeskeil nach Bierfeld (Gemeinde Nonnweiler) hat eine Länge von etwa 8 Kilometern. Er verbindet den Ruwer-Hochwald-Radweg mit dem saarländischen Radwegenetz und verläuft im Löstertal weitgehend parallel zur stillgelegten Hochwaldbahnstrecke (Hermeskeil – Bierfeld – Türkismühle).
Der Radweg verläuft überwiegend durch den Wald auf früheren Forstwegen, die mit einer wassergebundenen Schotterdecke versehen worden sind.
Der rheinland-pfälzische Anteil am Radweg hat eine Länge von etwa 4,5 Kilometern und reicht bis zu einer Holzbrücke über den Felsbach, einem linken Zufluss der Löster. Im weiteren Verlauf unterquert der Radweg die Lösterbachtalbrücke der Bundesautobahn 1. Der ausgebaute Teil des Weges endet am ehemaligen Bahnhof Nonnweiler-Bierfeld. In Nonnweiler besteht eine Anschlussmöglichkeit an den Saarland-Radweg.
Die Höhenlage des ersten Bauabschnittes beträgt am Bahnhof Hermeskeil etwa 475 Meter über NHN und am Bahnhof Bierfeld etwa 410 Meter über NHN.

## Weitere Bauabschnitte
Der zweite Bauabschnitt zwischen Nonnweiler bis zu Gomms Mühle bei Kastel wurde November 2012 eröffnet. Nach einjähriger Bauzeit wurde 2017 der dritte Abschnitt zwischen Kastel und Primstal freigegeben.
Im Mai 2018 wurde mit dem vierten Bauabschnitt begonnen.
Weitere Abschnitte – teilweise auf ehemaligen Bahntrassen – sind in Planung.